# سیمون خوسنس
سیمون خوسنس (هلندی: Simon Goossens; ۱۵ ژوئن ۱۸۹۳ – ۱۸ اکتبر ۱۹۶۴) مجسمه‌ساز اهل بلژیک بود.
از افتخارات وی میتوان به کسب مدال نقره مجسمه‌سازی در بخش مسابقات هنری بازی‌های المپیک تابستانی ۱۹۲۰ اشاره کرد.